# Исаков, Юрий Николаевич
Ю́рий Никола́евич Иса́ков (род. 18 марта 1948, Уфа) — советский и российский дипломат. Чрезвычайный и полномочный посол (2009).

## Биография
Окончил МГИМО МИД СССР (1971). На дипломатической работе с 1971 года.
- В 1986—1990 годах — советник, начальник отдела Департамента международных экономических организаций МИД СССР.
- В 1990—1996 годах — старший советник Постоянного представительства России при ООН.
- В 1996—2000 годах — заместитель директора Департамента международных организаций МИД России.
- В 2000—2004 годах — заместитель постоянного представителя России при ООН.
- В 2004—2008 годах — посол по особым поручениям МИД России.
- С 14 июля 2008 по 17 августа 2016 года — чрезвычайный и полномочный посол Российской Федерации в Болгарии[2][3].

## Семья
Женат, имеет сына.

## Награды
- Орден Дружбы (29 июня 2013) — за большой вклад в реализацию внешнеполитического курса Российской Федерации и многолетнюю добросовестную работу[4]
- Орден «Стара планина» I степени (29 августа 2016, Болгария)[5]
- Орден Болгарской Православной Церкви святых Кирилла и Мефодия I степени (2016)[6].

## Дипломатический ранг
- Чрезвычайный и полномочный посланник 2 класса (20 июня 1994)[7]
- Чрезвычайный и полномочный посланник 1 класса (13 июня 2004)[8]
- Чрезвычайный и полномочный посол (13 апреля 2009)[9].